# Arbeitsgemeinschaft der Vermessungsverwaltungen der Länder der Bundesrepublik Deutschland
In der Arbeitsgemeinschaft der Vermessungsverwaltungen der Länder der Bundesrepublik Deutschland (AdV) arbeiten die für die Landesvermessung und das Liegenschaftskataster zuständigen Fachverwaltungen der Länder sowie fachlich betroffene Bundesverwaltungen zusammen, um fachliche Angelegenheiten von grundsätzlicher und überregionaler Bedeutung zu behandeln und damit für ein hohes Maß an Bundeseinheitlichkeit zu sorgen. 

## Aufgabe
Die AdV erarbeitet Empfehlungen und Entwürfe für verbindliche Regelungen für ein bundesweit einheitliches Vorgehen bei der Schaffung, Erhaltung und Weiterentwicklung der geodätischen Grundlagen des Raumbezugs, der Geotopographie und des Liegenschaftskatasters.
Unter der Regie der AdV führen die Mitgliedsverwaltungen länderübergreifende Vorhaben durch und arbeiten bei der Entwicklung und Anwendung technischer Verfahren zusammen.
Die AdV  nimmt zu Gesetzentwürfen Stellung und berät fachbezogene Fragen in Organisations-, Personal-, Ausbildungs- und Prüfungs- sowie kosten- und nutzungsrechtlichen Angelegenheiten.
Die AdV arbeitet mit fachverwandten Organisationen und mit Organisationen der geodätischen Forschung und Lehre zusammen. Sie vertritt das amtliche deutsche Vermessungswesen in der Europäischen Union und in internationalen Institutionen. Sie arbeitet mit Organisationen im Ausland zusammen und beteiligt sich an der Entwicklungshilfe.

## Geschichte
Die AdV wurde 1948 gegründet, nachdem feststand, dass Landesvermessung und Liegenschaftskataster – entsprechend dem Föderalismus – in die Kompetenz der Länder fallen. Bis dahin hatte die Entwicklung in die entgegengesetzte Richtung, zur Zentralisierung (im Reichsamt für Landesaufnahme) geführt, und eine zentrale Koordination der Arbeiten auf diesen Gebieten war und ist auch weiterhin erforderlich.
1966 erfolgte ein Beschluss hinsichtlich des Gauß-Krüger-Koordinatensystems, dass die ursprünglich in 3° breiten Meridianstreifen nach beiden Seiten statt 1° 30' eine Ausdehnung von 1° 40' haben sollen, damit sich zwei benachbarte Systeme mit einem 20 Längenminuten (im Mittel etwa 23 km) breiten Streifen überdecken. In dieser Überlappungszone werden für jeden Punkt die Koordinaten im jeweiligen Meridianstreifen und die Koordinaten des benachbarten Meridianstreifens angegeben. Dadurch sind geodätische Messungen und Berechnungen in gewissen Umfang auch über den Meridianstreifenrand hinaus möglich, ohne den Streifen wechseln zu müssen.
1991 wurde die Einführung des ETRS89, das dem WGS84-Datum entspricht, als einheitliches amtliches Lagebezugssystem für ganz Deutschland beschlossen. Weiterhin hat die AdV 1995 beschlossen, das UTM-Koordinatensystem in Verbindung mit dem ETRS89 Datum flächendeckend einzuführen. Damit bestand für alle Vermessungsverwaltungen Deutschlands die Verpflichtung, auch das Liegenschaftskataster in das UTM / ETRS89 zu überführen. Zunächst fand bei den Landesvermessungsämtern seit den 1990er Jahren der Übergang zum UTM-System statt. Sachsen war Mitte 2015 eines der letzten Länder, in dem die Umstellung vollzogen wurde.

## Mitglieder
Mitglieder der Arbeitsgemeinschaft sind die für das Vermessungs- und Geoinformationswesen zuständigen obersten Behörden der Länder sowie das Bundesministerium des Innern, das Bundesministerium der Verteidigung und das Bundesministerium für Verkehr und digitale Infrastruktur.